# Bilopilia
Bilopilia (en ucraniano: Білопілля; en ruso: Белополье, romanizado: Belopole) es una ciudad ucraniana perteneciente al óblast de Sumy. Situada en el norte del país, es parte del raión de Sumy y centro del municipio (hromada) homónimo.

## Geografía
Vorozhbá está situada en la orilla izquierda del río Vir, 42 km al noroeste de Sumy. Está unos 10 km de la frontera con Rusia.

## Historia
El territorio de la actual Bilopilia fue poblado ya en los siglos II-VI, como lo demuestra el asentamiento descubierto de la cultura de Cherniajov. 
Durante la época de la Rus de Kiev surgió la ciudad fortificada de Vyr, que fue un puesto avanzado en la lucha contra los nómadas. Vyr se menciona por primera vez en la "Povchannya" de Vladímir II Monómaco en 1096, pero los eventos que allí se describen se refieren al año 1113. En 1239, la ciudad fue devastada e incendiada por los tártaros mongoles. 
A mediados del siglo XVI, aparecieron en esta zona los puestos de la guardia militar de Moscú. Uno de ellos se estableció en la colina de Vyr. Existió hasta 1571. En 1672, surgió un nuevo asentamiento en el lugar de la antigua Vyr, que tenía 1352 habitantes. El asentamiento se llamó inicialmente Kryha en honor al río. Se menciona con este nombre, que se conservó en la memoria del pueblo durante mucho tiempo, en la crónica de Samovydets de 1687. El segundo nombre, Bilopilia, se lo dieron los colonos de la ciudad del mismo nombre.
Bilopillia era una ciudad importante en el regimiento cosaco de Sumy. Consistía en una ciudad con 9 torres y un fuerte con 13 torres. En 1678 había 53 militares rusos y 1.202 cosacos. Bilopilia se convirtió en un asentamiento, y desde 1791 en una ciudad, en el uyezd de Sumy en la gobernación de Járkov del Imperio ruso.
En 1933 se construyó aquí la planta de construcción de maquinaria de Bilopilia.El asentamiento sufrió las consecuencias del Holodomor en 1932-1933 y 1946-1947, con al menos 2.000 personas fallecidas entre 1932-1933. 
Durante la Segunda Guerra Mundial, la ciudad fue ocupada por el ejército alemán desde el 8 de octubre de 1941 hasta el 3 de septiembre de 1943.
Hasta el 18 de julio de 2020, Bilopilia fue centro del raión de Bilopilia. El raión se abolió en julio de 2020 como parte de la reforma administrativa de Ucrania, que redujo el número de raiones del óblast de Sumy a cuatro. El área del raión de Bilopilia se fusionó con el raión de Sumy.
La ciudad ha sido bombardeada durante la invasión rusa de Ucrania. El 26 de abril de 2024, la artillería rusa mató a dos mujeres civiles de 77 y 69 años e hirió a otras tres, según fuentes ucranianas.

## Demografía
La evolución de la población de Bilopilia entre 1897 y 2022 fue la siguiente:
| 15 215                                                        | 16 702 | 17 958 | 17 401 | 17 256 | 19 352 | 19 806 | 19 746 | 18 384 | 16 731 | 16 152 | 15 600 |
| (Fuente: Cities & Towns of Ukraine y UKRAINE: Größere Städte) |        |        |        |        |        |        |        |        |        |        |        |

Según el censo de 2001, el 92,60% de la población son ucranianos y el 5,81% son rusos. En cuanto al idioma, la lengua materna de la mayoría de los habitantes, el 93,27%, es el ucraniano; del 5,58% es el ruso.

## Economía
La industria estuva representada por empresas de los sectores de construcción de maquinaria, alimentación y construcción, principalmente.

## Infraestructura

### Transporte
La estación de tren de Bilopilia está situada en la parte sur de la ciudad, en la línea entre Vorozhbá y Sumy. Las carreteras T1904, T1906, T1908 y la autopista P45 están presentes en la ciudad.  

## Personas importantes
- Oleksandr Oles (1878-1944): escritor, poeta, dramaturgo y diplomático ucraniano, representante del Simbolismo.
- Antón Makárenko (1888-1939): pedagogo ruso-soviético que fundó las casas cooperativas para huérfanos de la guerra civil rusa.
- Yuriy Bilonoh (1974): atleta ucraniano especialista en lanzamiento de peso, medallista de bronce mundial en 2003.

## Galería

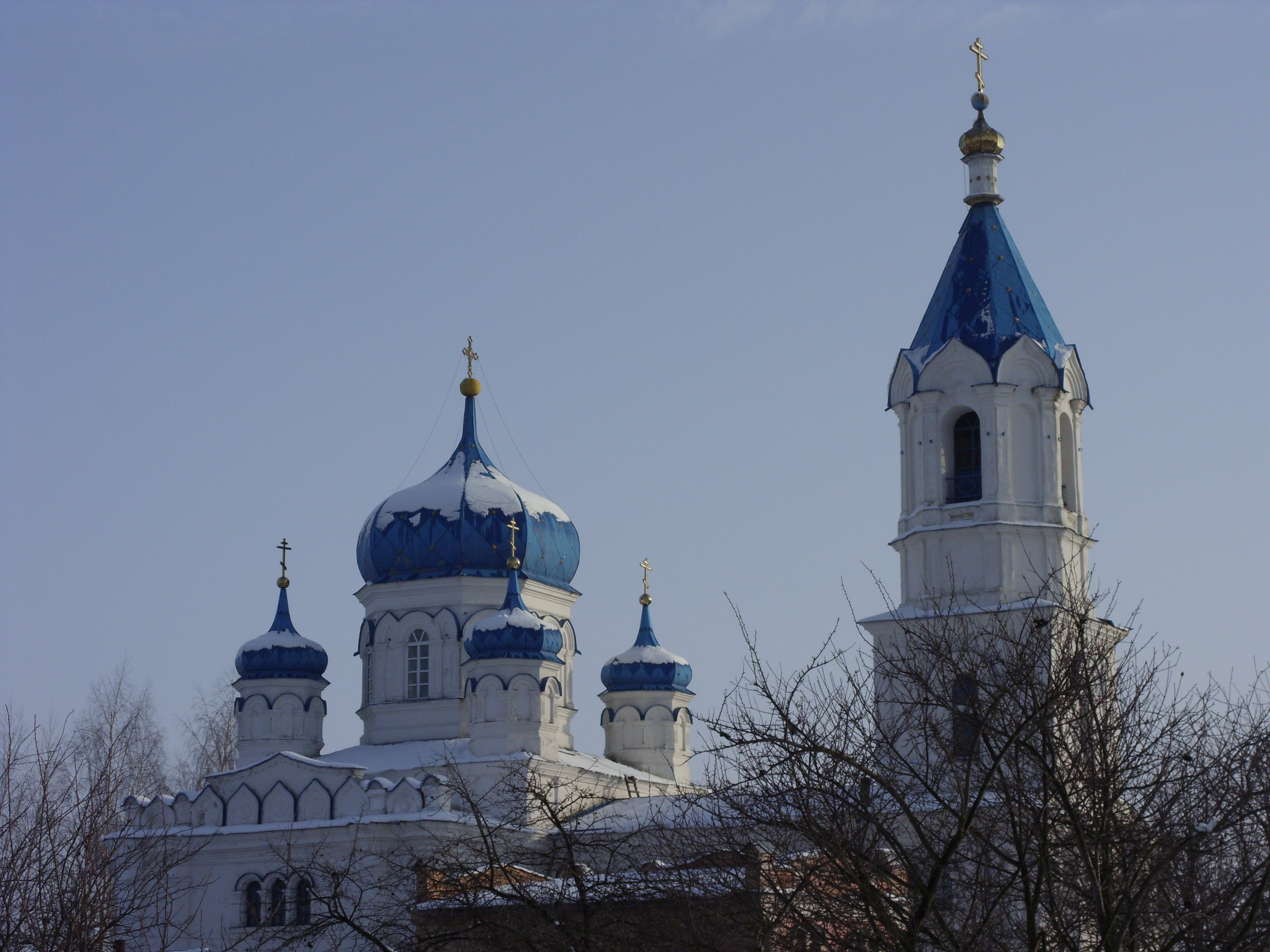
Iglesia de San Pedro y San Pablo
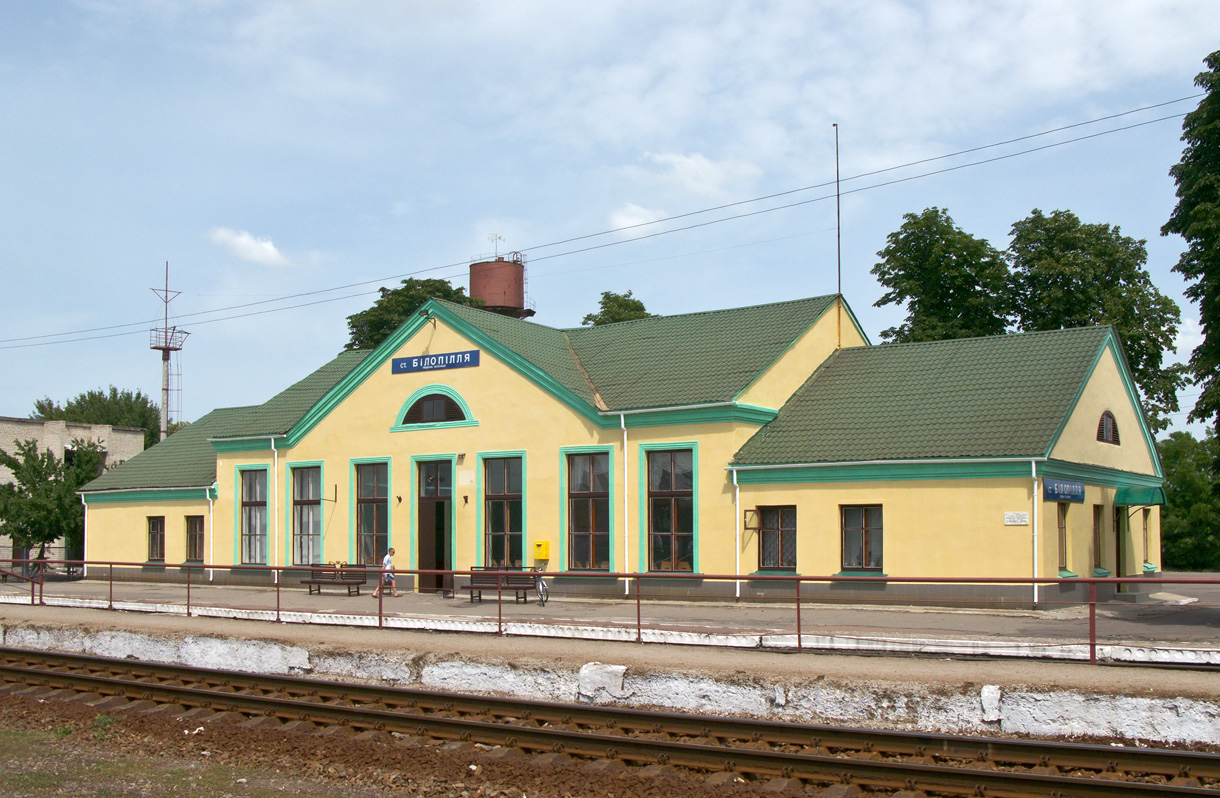
Estación de trenes de Bilopilia
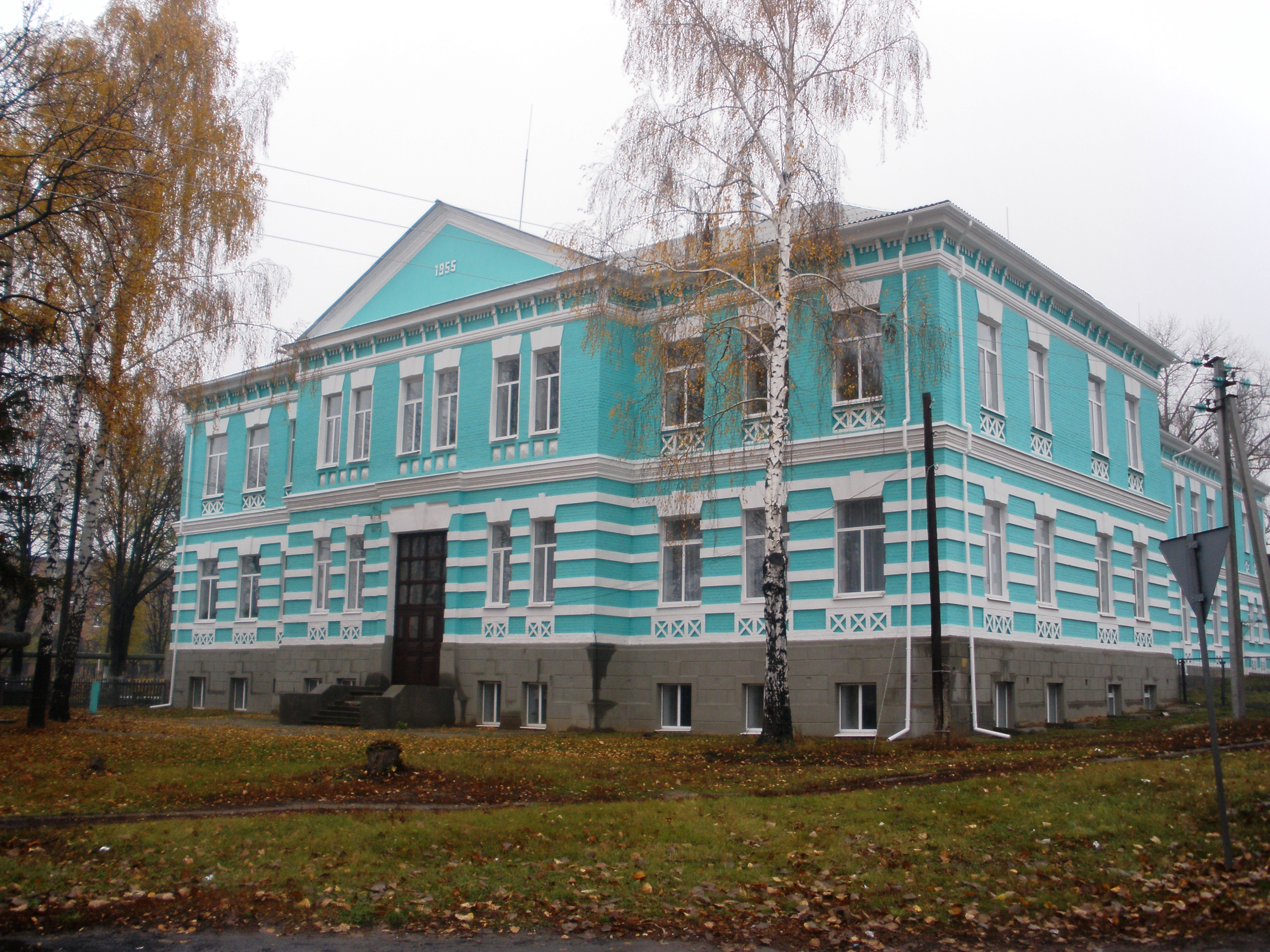
Escuela local